# LNWR-Klasse Special Tank
Die LNWR-Klasse Special Tank war eine Baureihe von Tenderlokomotiven mit Satteltank für Güterzüge mit drei Kuppelachsen, die auf der Schlepptenderlokomotive DX Goods basierte. Sie wurde von John Ramsbottom für die London and North Western Railway (LNWR) entworfen und in den bahneigenen Crewe Works gebaut.  
Zwischen 1870 und 1880 wurden insgesamt 278 Lokomotiven dieser Klasse gebaut. Fünf von ihnen kamen noch zu British Railways, wo sie jedoch nur noch im innerbetrieblichen Verkehr in Werkstätten zum Einsatz kamen. Keine Lokomotive dieser Klasse ist erhalten geblieben.  

## Geschichte
Die Special Tank war der letzte Entwurf von John Ramsbottom für eine Streckenlokomotive, bevor er 1871 in den Ruhestand trat. Die Lokomotive war eine mit kleineren Rädern versehene Tenderversion der DX Goods. Zunächst wurden 50 Lokomotiven bestellt, von denen die ersten 1870 geliefert wurden. Bis Ramsbottom in Rente ging, wurden jedoch nur die ersten zwei Lieferlose zu je zehn Maschinen fertiggestellt. Die weiteren 17 Lieferlose wurden unter der Leitung von Francis William Webb fertiggestellt. Sie umfassten meistens zehn Lokomotiven, sodass bis 1880 insgesamt 278 Lokomotiven fertiggestellt waren.

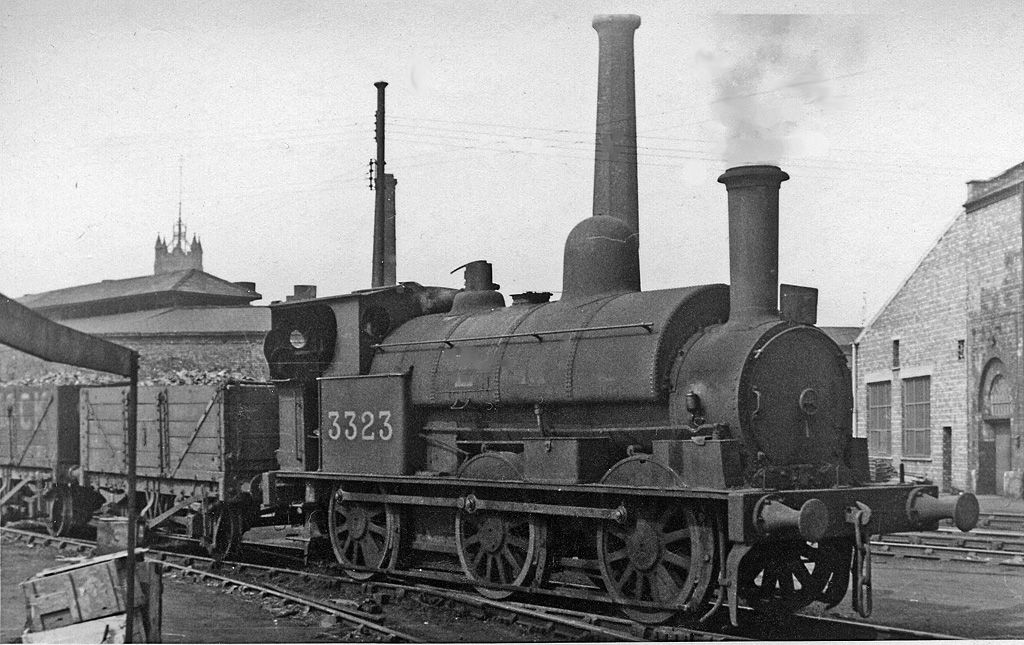
Speical Tank Nr. 3323 als Rangierlokomotive in den Crewe Works mit runder Rauchkammertür.

Die Lokomotiven, die überwiegend im Rangierdienst eingesetzt wurden, zeichneten sich durch ihre außergewöhnliche Langlebigkeit aus. Erste Ausmusterungen fanden 1920 statt. Nach der Gruppierung der britischen Eisenbahnen in vier große Gesellschaften im Jahr 1923 gingen noch 243 Stück in den Bestand der London, Midland and Scottish Railway (LMS) über. Die LMS musterte die verbliebenen Maschinen bis 1941 aus, behielt aber sieben Maschinen noch als Dienstfahrzeuge (Service Locomotives) für den Einsatz in ihren Werkstätten im Bestand.
Fünf dieser als Dienstfahrzeuge verbliebenen Maschinen wurden 1948 sogar noch von British Railways übernommen. Vier davon kamen in Wolverton in der Wagenwerkstatt zum Einsatz und trugen die Nummern 3, 6, 7 und 8. Die letzte der vier Maschinen wurde im November 1959 abgestellt. Eine weitere Lokomotive mit der Nummer 3323 wurde in den Crewe Works für Rangieraufgaben verwendet. Sie erhielt 1948 kurzzeitig versehentlich die BR-Nummer 43323 und wurde 1954 ausgemustert.

### Lokomotiven für den Tunnelbetrieb
Für den Einsatz in den Tunneln von Liverpool wurden zwei Special-Tank-Lokomotiven umgebaut. Dafür wurden die beiden Lokomotiven mit den Werknummern 1960 und 1961 verwendet, die im Dezember 1875 bzw. im Januar 1876 ausgeliefert wurden.
Der Umbau umfasste einem einfachen Führerhaus, bestehend aus einem von vier Pfosten getragenen Dach. Weiter erhielten die Lokomotiven abweichend vom Standard eckige seitliche Wasserkästen sowie eine Vorrichtung zur Kondensation eines Teils des Abdampfs, wobei das Kondensat in die Wasserkästen zurückgeführt wurde.
Sie kamen ab Mai 1896 im Wapping-Tunnel zum Einsatz. Nach der Umstellung des Waterloo Dock Branch auf Lokomotivbetrieb im Jahre 1895 wurden beide Maschinen für die Zubringerzüge zu den Ozeandampfern eingesetzt. Infolge ihres Einsatzes im Personenverkehr erhielten sie eine Saugluftbremse, den typischen Anstrich der Reisezuglokomotiven sowie auf den Wasserkästen die Namen und Wappen von Euston beziehungsweise Liverpool.
Bis 1912 wurden beide Lokomotiven mit einem vollständigen Führerstand sowie einer Einrichtung zur Versorgung der Dampfheizung für Personenzüge ausgestattet. Die Lokomotive Euston erhielt bei der LMS die Nummer 7335, wurde jedoch bereits im Juli 1928 ausgemustert und abgebrochen. Liverpool hingegen erhielt zunächst im August 1927 die Nummer 7334; 1934 wurde sie in 27334 umnummeriert, wobei die neue Nummer wahrscheinlich erst 1938 angebracht wurde, kurz bevor die Lokomotive im März 1939 ebenfalls ausgemustert wurde.

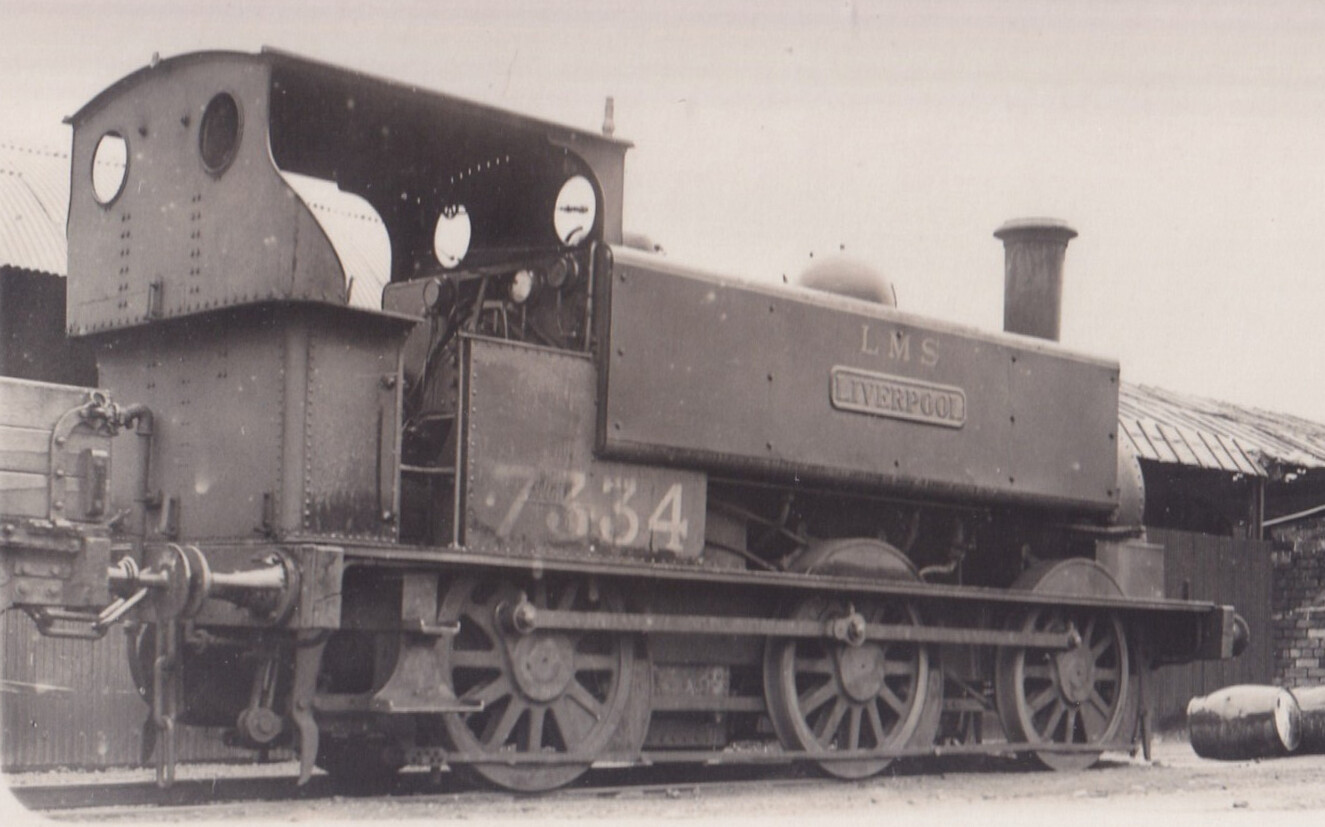
LMS Nr. 7334 Liverpool, eine von zwei Tenderlokomotiven, die für den Betrieb im Wapping-Tunnel umgebaut wurden

### 17in Coal
Auf Basis der Special Tank entwarf Francis William Webb, der Nachfolger von Ramsbottom, die 17in Coal, eine Lokomotive für den Kohlenverkehr. Diese Schlepptenderlokomotive besaß das gleiche Untergestell, hatte aber einen verbesserten Dampfkessel. Von diesen einfachen und zuverlässigen Lokomotiven wurden zwischen 1873 und 1892 499 Exemplare gebaut.

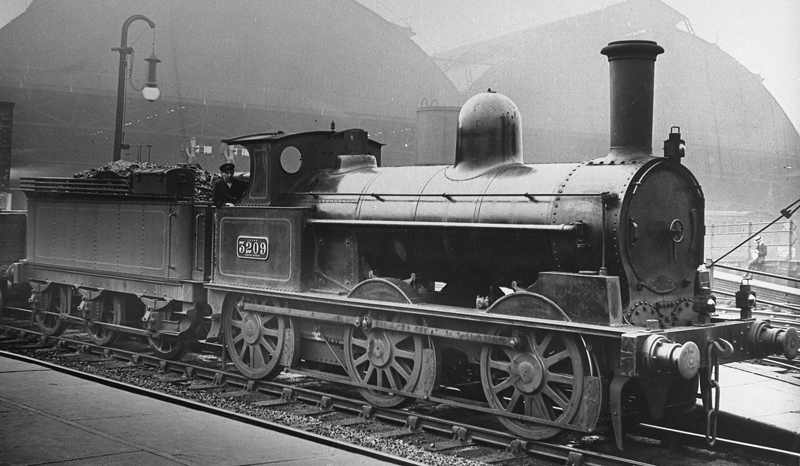
17in Coal, die Schlepptenderversion der Special Tank

## Technik
Die Tenderlokomotive mit Satteltank basierte auf der DX-Goods-Klasse. Sie übernahm wesentliche Komponenten wie Zylinder, Triebwerk und Radstand von der Schlepptenderlokomotive. Der Kessel war jedoch etwas kleiner, ebenso die Kuppelräder. Diese hatten statt eines Durchmessers von 1575 mm nur einen von 1360 mm. 
Die Lokomotiven hatten einen Satteltank mit einem Fassungsvermögen von 2,7 m³ für den Wasservorrat. Dieser lag über dem gesamten Langkessel und der Feuerbüchse, jedoch nicht über der Rauchkammer. Sie hatten drei Kuppelradsätze, die durch ein innenliegendes Triebwerk mit ebenfalls innenliegender Stephenson-Steuerung angetrieben wurden. Der Abstand zwischen dem mittleren und dem hinteren Kuppelradsatz war etwas vergrößert, um genügend Platz für die Feuerbüchse zu schaffen. Sie verfügten über mehrere technische Neuerungen, die von John Ramsbottom eingeführt wurden. Zwei Ramsbottom-Sicherheitsventile dienten als Überdruckschutz des mit 10,3 bar (150 psi) betriebenen Kessels. Die Allen-Steuerung wurde über eine Spindelmechanik bedient, die für eine Rangierlokomotive eher ungeeignet war.
Dennoch behielten die Special Tanks auch Elemente von Alexander Allan, der bis 1853 Werkstattleiter in Crewe war, sowie von Francis Trevithick, Ramsbottoms Vorgänger. Ein Beispiel hierfür ist die schräg nach hinten geneigte Rauchkammertür mit horizontalen Scharnieren, die sich nach unten aufklappen ließ. Diese wurde bei einigen Exemplaren durch die London, Midland and Scottish Railway (LMS) durch eine runde Rauchkammertür ersetzt. 
Die ersten Special Tanks hatten einen Lokomotivrahmen aus Eisen. Webb ersetzte diesen durch einen Stahlrahmen. Die neuen Rahmen waren nicht nur leichter, sondern auch stabiler, sodass die Rahmenhöhe reduziert werden konnte. Auch die Form der Radschutzkästen wurde angepasst. Die ersten fünfzig Maschinen hatten zusätzlich zu den Schutzkästen über den Kuppelrädern noch kleine Schutzkästen über den Kuppelstangen. Diese wurden später weggelassen. Ab der 71. Lokomotive wurden statt geschweißter Räder gegossene Räder mit H-Profil-Speichen eingeführt.
Wie die ursprünglichen DX Goods verfügten auch die Special Tanks zunächst lediglich über eine einfache Wetterschutzwand. Führerhäuser wurden bei einigen Maschinen in den 1890er Jahren, bei den meisten aber erst von 1912 bis 1916 nachgerüstet.
Die Lokomotiven des dritten Lieferloses trugen die Betriebsnummern 2054–2054. Nachdem sie nicht mehr neu waren, erhielten sie für einige Jahre gekürzte Schornsteine. Dadurch war es den in Camden stationierten Lokomotiven möglich, die Kaianlagen an der unteren Themse über die Gleise der Great Eastern Railway (GER) mit den niedrigen Brückendurchfahrten zu erreichen.
Die Lokomotiven hatten eine Handbremse, die auf hölzerne Klötze wirkte. Ab 1904 erhielten einige Lokomotiven eine Saugluftbremse, damit leere Reisezüge rangiert werden konnten. Lokomotiven, die den Wagenwerkstätten zugeteilt waren, erhielten zusätzlich die Westinghouse-Druckluftbremse. Einige Lokomotiven waren mit der Einrichtung zur Versorgung der Dampfheizung versehen.